# کوکی اوچیاما
کوکی اوچیاما (انگلیسی: Koki Uchiyama; ۱۶ اوت ۱۹۹۰) صداپیشه، بازیگر فیلم، بازیگر خردسال، و مجری رادیو اهل ژاپن بود.